# Життя за життя (фільм, 1916)
«Життя за життя» — художній фільм, поставлений 1916 року режисером Євгеном Бауером за романом Жоржа Оне «Серж Панін»; друга назва фільму — «За кожну сльозу краплею крові».

## Сюжет
Овдовіла мільйонерка Хромова всю свою любов віддає дочкам: рідній Мусі та прийомній Натє. Обидві доньки закохані у впливового князя Бартінського, світського чепуруна і марнотратника. Князь відповідає взаємністю Натє, але дізнавшись, що за нею дають невеликий посаг, одружується з Мусі. Ната ж одружується з приятелем князя, комерсантом Журовим, але все ж любить Бартінського. Закохані забувають про перестороги, про їхні стосунки можуть дізнатися в суспільстві. Хромова пропонує князю застрелитися, але, отримавши відмову, вбиває його сама.

## У ролях
- Ольга Рахманова
- Лідія Корєнєва
- Віра Холодна
- Вітольд Полонський — князь Бартінський
- Іван Перестіані